# Tadeusz Tomaszewski (psycholog)

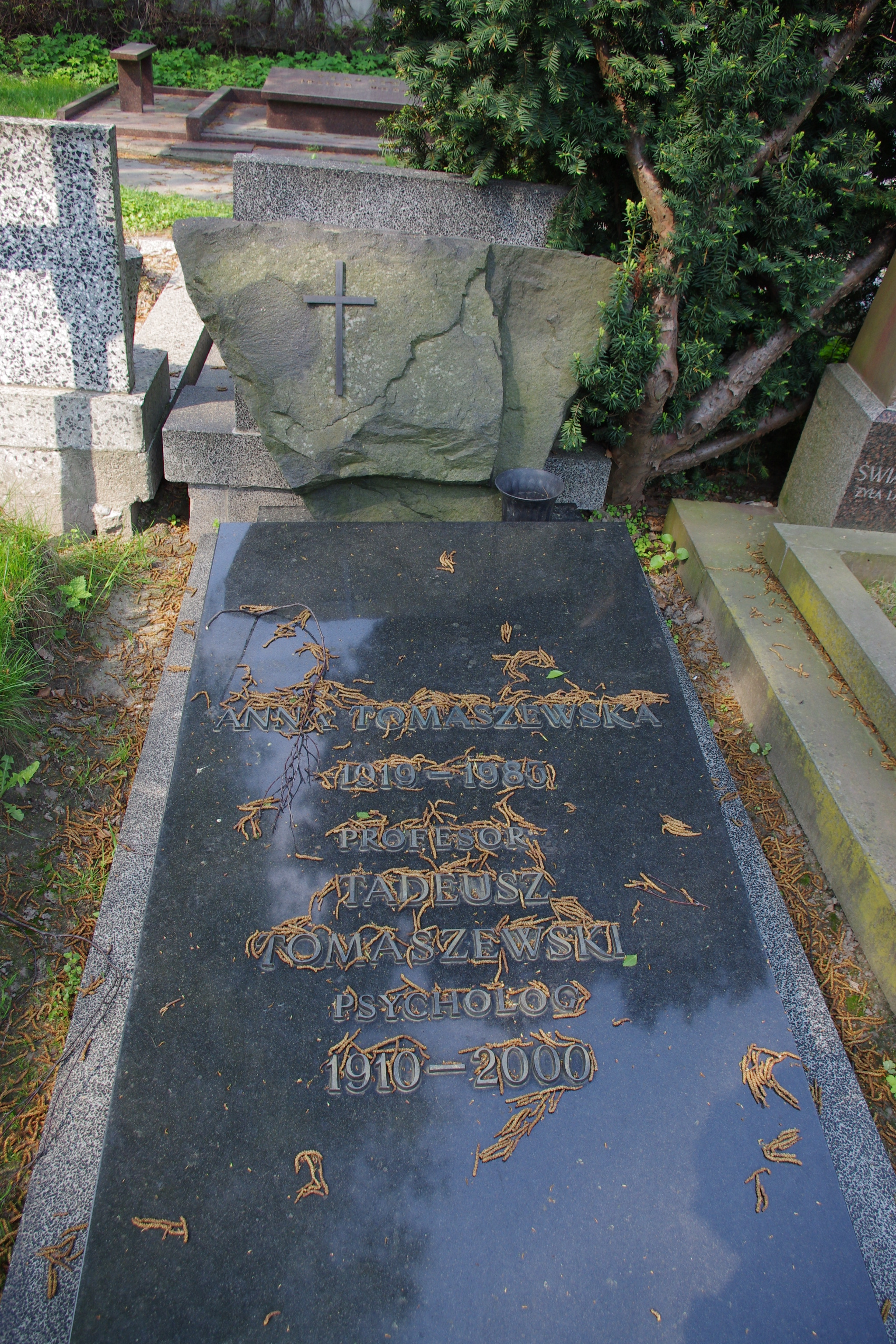
Grób psychologa Tadeusza Tomaszewskiego na Cmentarzu ewangelicko-reformowanym w Warszawie

Tadeusz Tomaszewski (ur. 12 lipca 1910 we Lwowie, zm. 19 marca 2000 w Warszawie) – polski psycholog, twórca teorii czynności, nauczyciel psychologii.

## Życiorys
Syn Jana. Studiował na Uniwersytecie im. Jana Kazimierza polonistykę i psychologię pod kierunkiem Mieczysława Kreutza. Ukończył studia w 1934 roku pracą Geneza ocen niedorzeczności. Był asystentem Kreutza w katedrze psychologii. Doktoryzował się w 1938 na podstawie rozprawy Metody badań dyspozycji złożonych (recenzent: prof. Kazimierz Ajdukiewicz).
W latach 1938/39 odbywał staż w Paryżu u Henri Piérona i Henri Wallona. W latach 1939/41 pracował w katedrze psychologii na Uniwersytecie Lwowskim. Od 1945 roku był zastępcą profesora na Wydziale Matematyczno-Przyrodniczym UMCS w Lublinie.
W 1947 habilitował się na podstawie rozprawy Rodzaje i motywy reakcji negatywnych. W 1949 otrzymał profesurę na UMCS. W latach 1950–1968 był kierownikiem Katedry Psychologii Ogólnej Wydziału Humanistycznego UW, a od 1968 do 1978 roku – dyrektorem Instytutu Psychologii na Wydziale Psychologii i Pedagogiki. Zmarł w wieku 89 lat. Został pochowany 24 marca 2000 na Cmentarzu Ewangelicko Reformowanym (kwatera 13-2-4).
Był wiceprzewodniczącym Komitetu Nauk Pedagogicznych i Psychologicznych PAN oraz przewodniczącym w latach 1972–1981 Komitetu Nauk Psychologicznych PAN, w latach 1963–1980 – wiceprzewodniczącym Międzynarodowej Unii Psychologii Naukowej, a także członkiem Komitetu Wykonawczego Międzynarodowego Komitetu Psychologii Stosowanej. Został wybrany honorowym przewodniczącym Polskiego Towarzystwa Psychologicznego.
W 1946 został odznaczony Krzyżem Oficerskim, a w 1954 został odznaczony Krzyżem Komandorskim Orderu Odrodzenia Polski.
W 1980 roku UMCS nadał mu tytuł doktora honoris causa.

## Ważniejsze prace
- redakcja naukowa podręcznika Psychologia.
- Wstęp do psychologii 1963
- Psychologia jako nauka o człowieku (z J. Reykowskim i M. Maruszewskim(inne języki)) 1966
- Problemy i kierunki współczesnej psychologii 1968
- Główne idee współczesnej psychologii 1984